# Boyette: Not a Girl Yet
Boyette: Not a Girl Yet je filipínský hraný film z roku 2020, který režíroval Jumbo Albano podle vlastního scénáře. Snímek měl světovou premiéru dne 20. listopadu 2020.

## Děj
Boyette právě nastoupil na univerzitu v Manile. Jeho snem je tanec, ale protože trpí astmatickými záchvaty, jeho otec chce, aby studoval IT a převzal tak rodinný podnik. Boyette se i přes otcův zákaz zapíše do studentské taneční skupiny, ve které potká svého kamaráda z dětství Charlese. Skupina se bude účastnit soutěže mezi univerzitami a vítěz postoupí do mezinárodního kola, které se bude konat v Japonsku.

## Obsazení
| Zaijian Jaranilla | Boyette Camacho       |
| Maris Racal       | Nancy                 |
| Iñigo Pascual     | Charles               |
| Joey Marquez      | Tatay Boy Camacho     |
| Alma Moreno       | Nanay Suzette Camacho |
| Jairus Aquino     | Pia                   |
| Dominic Ochoa     | Alfred                |
| Ketchup Eusebio   | Kuya Bitoy Camacho    |
| Mel Feliciano     | pan Cei               |
| Phi Palmos        | Catriona              |
| Ji-An Lachica     | Kylir                 |
| Andre Garcia      | Brett Camacho         |
| Christian Antolin | Baduding              |
| Lara Fortuna      | Macy                  |